# Chlebičov
Obec Chlebičov (německy Klebesch, dříve Klebsch či Klepsch, polsky Chlebiczów) leží v okrese Opava. Katastrální území obce má rozlohu 362 ha. Žije zde přibližně 1 200 obyvatel. Ve vzdálenosti 4 km jižně leží město Kravaře, 6 km jihozápadně statutární město Opava, 17 km jihovýchodně město Hlučín a 22 km jižně město Bílovec.
Nejvyšší bod obce je Hadí kopec (303 m n. m.).

## Název
Jméno vesnice bylo odvozeno od osobního jména Chlebič (jehož základem bylo sloves chlebiti - "pochlebovat") a znamenalo "Chlebičův majetek". Německé jméno vzniklo (mimo jiné zkrácením) z českého.

## Historie
První písemná zmínka o obci pochází z roku 1250, ale dle archeologických nálezů bylo území Chlebičova obydleno již v době bronzové.Ke dni 25. 2. 2008 zde žilo 1073 obyvatel, z toho je 519 mužů a 554 žen.

## Galerie

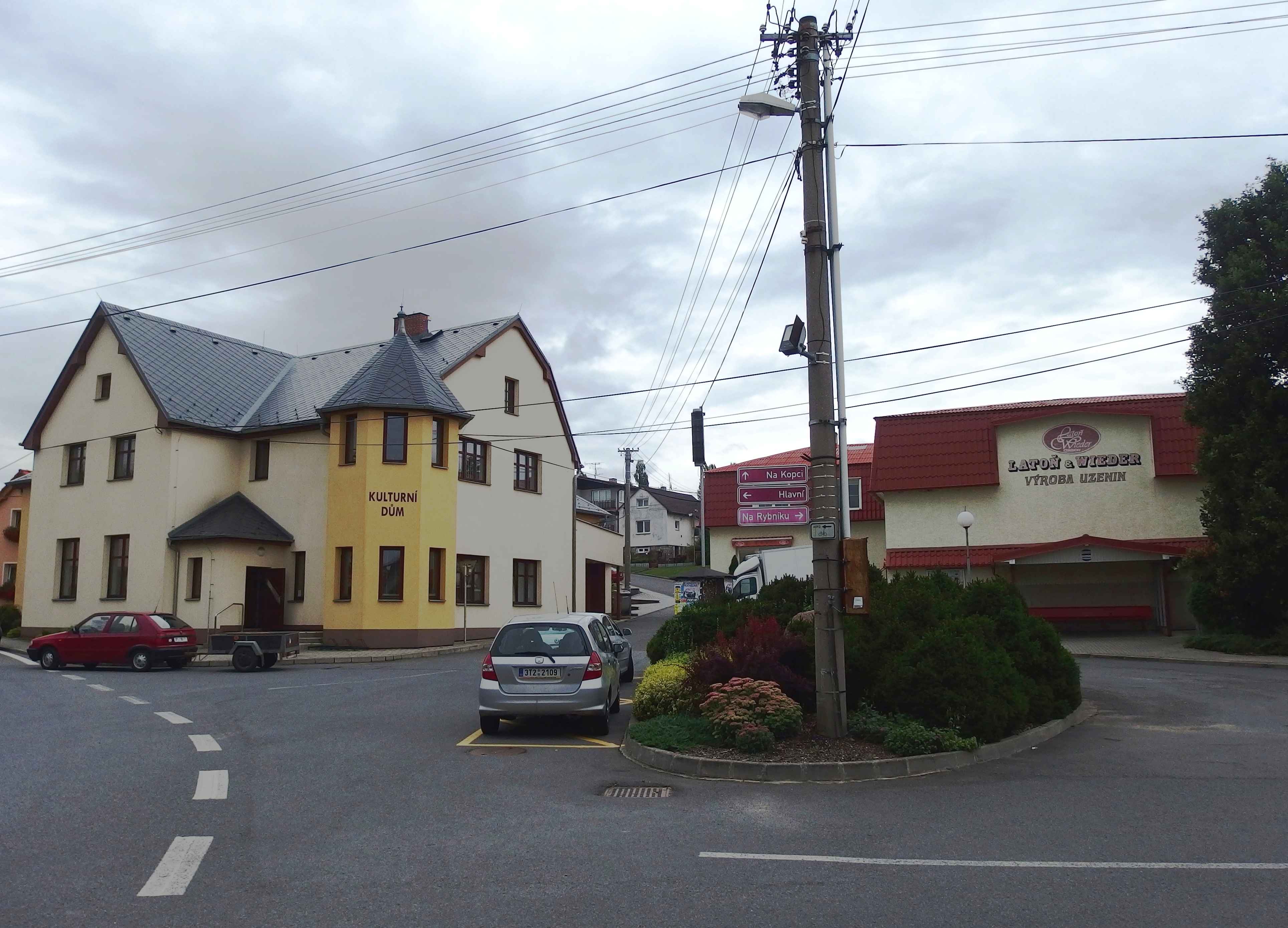
Kulturní dům
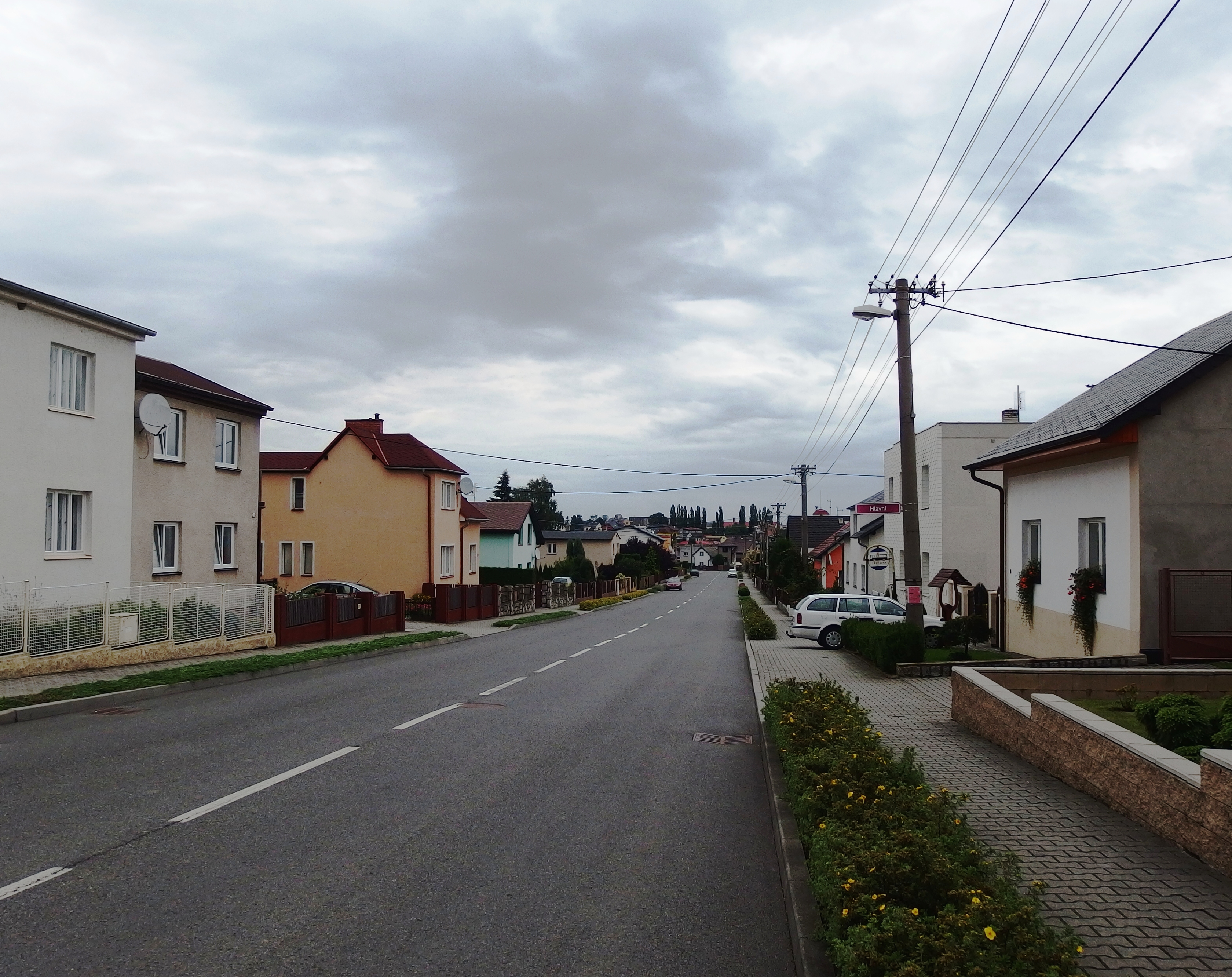
Hlavní ulice
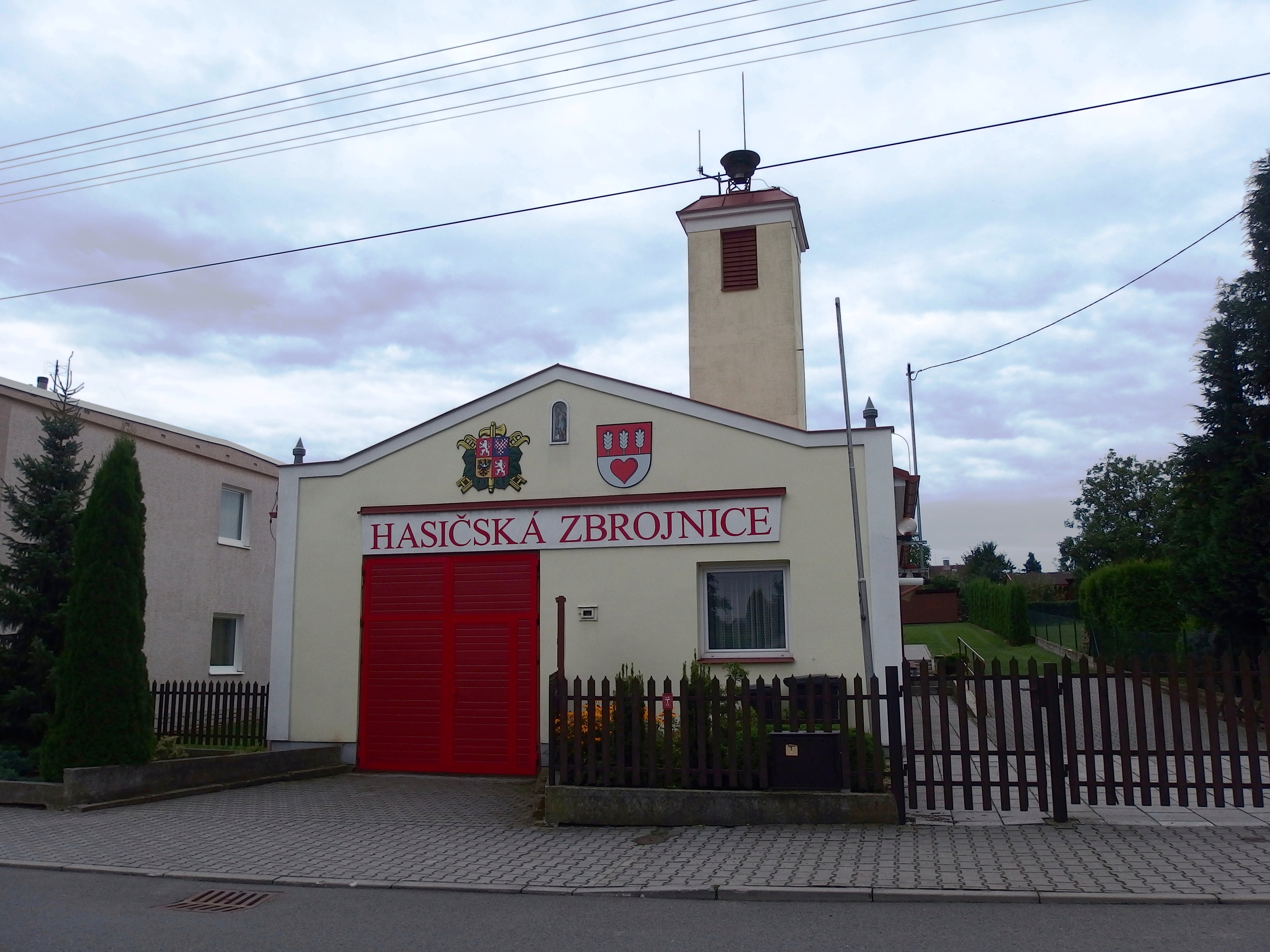
Hasičská zbrojnice
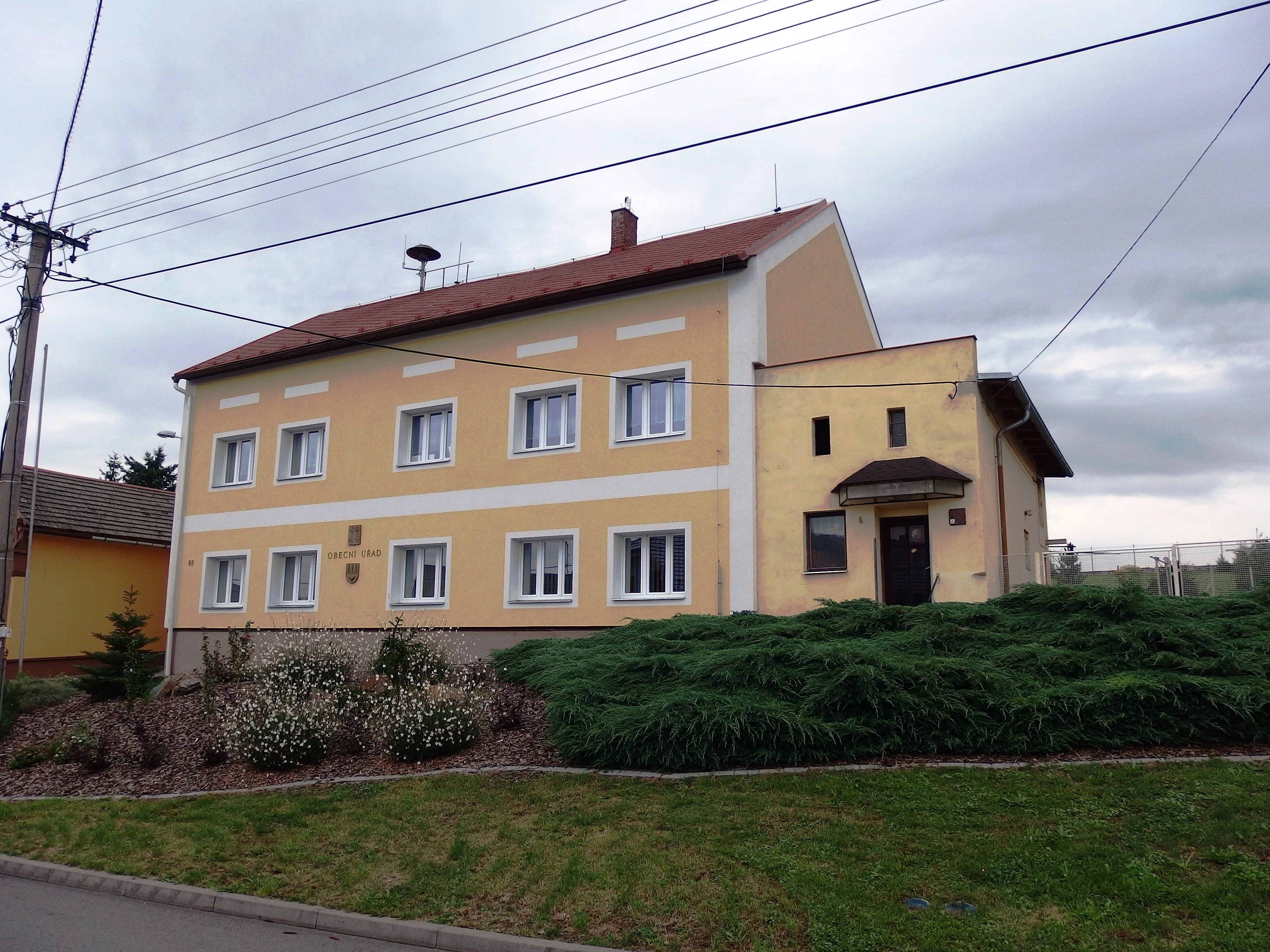
Obecní úřad

## Partnerská obec
Liptovské Revúce (Slovensko)